# Lunaphodius lunifer
Lunaphodius lunifer är en skalbaggsart som beskrevs av Semyon Martynovich Solsky 1876. Lunaphodius lunifer ingår i släktet Lunaphodius och familjen Aphodiidae. Inga underarter finns listade i Catalogue of Life.